# Chicago (musical)
Chicago – amerykański musical, którego akcja toczy się w Chicago w latach dwudziestych XX wieku podczas prohibicji. Dzieło jest adaptacją muzyczną sztuki teatralnej z lat dwudziestych XX wieku, zostało przeniesione na scenę w 1975 roku. Muzykę skomponował John Kander, libretto stworzyli Fred Ebb i Bob Fosse – który był również choreografem i reżyserem.
Prapremiera odbyła się na Broadwayu 3 czerwca 1975, dwa lata później spektakl zszedł z afisza. Musical wznowiono w 1996 roku i jest od tej pory grany nieprzerwanie, przekraczając liczbę 6500 spektakli. Spektakl był również wystawiany dwukrotnie na West Endzie, doczekał się wielu produkcji narodowych (w tym polskiej). W 2003 wszedł na ekrany film Chicago, adaptacja musicalu w reżyserii Roba Marshalla, z Renée Zellweger, Catherine Zeta-Jones i Richardem Gere’em w rolach głównych.

## Inspiracja
Libretto musicalu Chicago oparte jest na sztuce pod tym samym tytułem napisanej w 1926 roku przez ówczesną reporterkę Chicago Tribune, Maurine Dallas Watkins. Watkins opisała w zbeletryzowanej formie dwie autentyczne morderczynie:
- Beulah Annan oskarżoną o zabicie w maju 1924 kochanka (Harry Kalstedt) pod pretekstem gwałtu – pierwowzór postaci Roxy Hart
- Belvę Gaertner, artystkę kabaretową, która zastrzeliła w marcu 1924 roku we własnym samochodzie Waltera Lawa – pierwowzór postaci Velmy Kelly

Sztuka zyskała popularność, została wystawiona na Broadwayu 172 razy. W 1927 roku w studiu Cecila B. DeMille'a powstała niema adaptacja filmowa. W roku 1942 została sfilmowana druga adaptacja, w tytułowej roli filmu Roxie Hart wystąpiła Ginger Rogers.
W latach 1960 aktorka Gwen Verdon przeczytała sztukę i zasugerowała mężowi, choreografowi Bobowi Fosse możliwość stworzenia muzycznej adaptacji. Autorka sztuki, Watkins nie zgadzała się jednak z powodów moralnych na sprzedaż praw autorskich, dopiero po jej śmierci w 1969 roku, prawa odsprzedali spadkobiercy.

## Założenia dzieła
John Kander i Fred Ebb rozpoczęli na początku lat siedemdziesiątych pracę nad librettem, Kander napisał muzykę, Fosse stworzył choreografię i wyreżyserował spektakl. Dzieło przybrało formę wodewilu, ponieważ główne postacie były artystami kabaretowymi. We wstępnej wersji libretta dużą rolę odgrywał Agent (pełniący rolę mistrza ceremonii) komentujący wydarzenia z offu, później jego partie zostały włączone w role innych wykonawców. Postać Velmy Kelly była początkowo drugoplanową, została stopniowo rozbudowana przy dalszych przedstawieniach.

### Broadway

#### Prapremiera

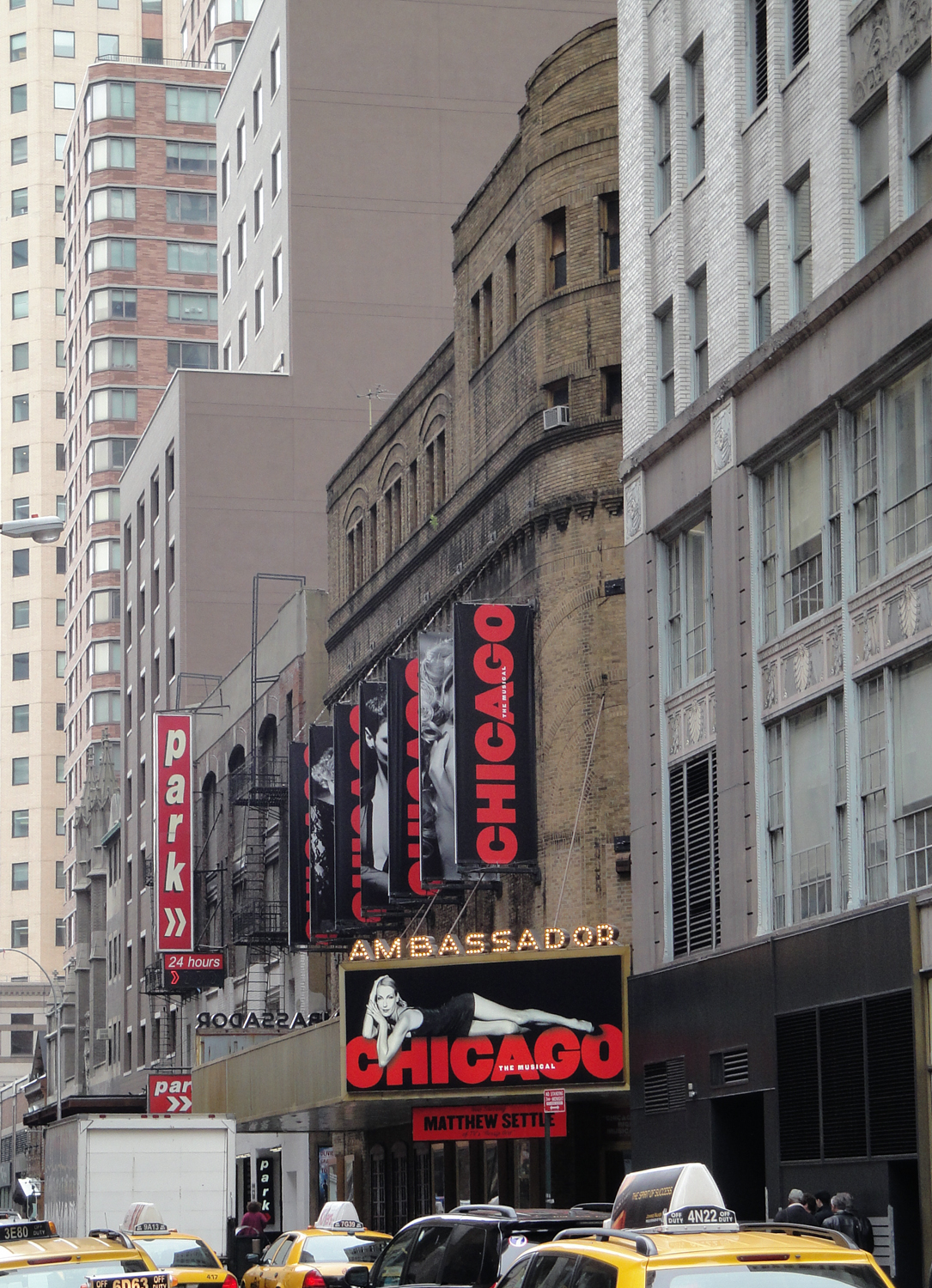
Wznowienie Chicago na Broadwayu – teatr Ambassador

Pod tytułem Chicago: A Musical Vaudeville spektakl miał premierę w dniu 3 czerwca 1975 roku w 46th Street Theatre. Po 936 spektaklach spektakl zszedł z zafisza w dniu 27 sierpnia 1977 roku. W premierowej obsadzie znalazła się: Chita Rivera jako Velma Kelly, Gwen Verdon (żona Boba Fosse) jako Roxie Hart, Jerry Orbach jako Billy Flynn.
Spektakl otrzymał mieszane recenzje. Usunięcie „czwartej ściany”, satyryczna krytyka amerykańskiego systemu wartości (zwłaszcza systemu sądownictwa) niezbyt spodobały się publiczności. Gwen Verdon w czasie jednego z przedstawień zadławiła się piórkiem i musiała przejść operację krtani, co o mało nie doprowadziło do zamknięcia przedstawienia. Nagłe zastępstwo Lizy Minnelli uratowało na pewien czas show i podniosło jego oglądalność. Negatywny wpływ miała również premiera w tym samym czasie kasowego musicalu A Chorus Line, który zabrał Chicago większość dochodów z biletów jak i nagród teatralnych (szczególnie Nagród Tony) przekładających się na promocję.

#### Wznowienie
Przedstawienie wznowiono w maju 1996 w ramach cyklu programów Encores! (serii przedstawień przypominającej nowojorskiej publiczności dawne, warte zapamiętania dzieła). Przedstawienie reżyserował Walter Bobbie w choreografii Ann Reinking (która grała także rolę Roxie), Bebe Neuwirth zagrała jako Velma Kelly, Joel Grey jako Amos Hart oraz James Naughton jako Billy Flynn. Spektakl po skróceniu tytułu przeniesiono na Broadway, gdzie premiera miała miejsce w dniu 14 listopada 1996 roku.
W przeciwieństwie do prapremiery, nowa inscenizacja spotkała się z aprobatą publiczności i krytyków. W latach dziewięćdziesiątych publiczność oswoiła się już bowiem z kreowaniem morderców na celebrytów (patrz casus O.J. Simpsona).
To przedstawienie jest wciąż na afiszu (w lipcu 2019 ma ponad 9300 spektakli), przenosiło się natomiast kilka razy, będąc grane w sumie w czterech teatrach – Richard Rodgers Theatre, ponownie (jak w 1975) 46th Street Theatre, Shubert Theatre i Ambassador Theatre.

#### Tournée
W sumie do tej pory miało miejsce 10 tournée po Ameryce północnej. Pierwsze rozpoczęło się już w kwietniu 1997 (w 9 miesięcy po wznowieniu broadwayowskim) w Cincinnati. Ostatnie jak do tej pory rozpoczęło się w październiku 2008 w Charlotte (Karolina Południowa) i trwa do chwili obecnej.

### Londyn

#### Premiera
Pierwsze przedstawienie na West Endzie otwarto w Cambridge Theatre w kwietniu 1979 roku, odbyło się około 600 przedstawień. W premierze wystąpili: Jenny Logan jako Velma Kelly, Antonia Ellis jako Roxie Hart, Ben Cross jako Billy Flynn. Spektakl nominowany w kilku kategoriach nie zdobył żadnej nagrody Laurence Olivier Award.

#### Wznowienie
18 listopada 1997 roku Chicago: The Musical wznowiono na West Endzie w Adelphi Theatre Produkcja miała tego samego reżysera i choreografa jak rok wcześniejsze wznowienie nowojorskie.
W obsadzie znaleźli się: Ute Lemper jako Velma, Ruthie Henshall jako Roxie, Henry Goodman jako Billy Flynn. W 2006 roku spektakl przeniósł się do Cambridge Theatre a w październiku 2011 do Garrick Theatre. Na 1 września 2012 zaplanowano ostatnie przedstawienie w historii londyńskiego wznowienia
Podobnie jak na Broadwayu, tak i w Londynie dopiero wznowienie podbiło zarówno publiczność oraz krytyków. Przedstawienie zdobyło 2 nagrody Olivier Award. Londyńska obsada z sukcesem przeniosła się potem na Broadway.

### Polska
Spektakl był do tej pory wystawiany w Polsce pięć razy:
- Gliwicki Teatr Muzyczny – od 3 marca 2000 roku. Obsada i ostatni spektakl – nieznane.
- Teatr Muzyczny Capitol we Wrocławiu – od 29 kwietnia 2000 roku. Obsada i ostatni spektakl – nieznane.
- Teatr Komedia w Warszawie – od 14 czerwca 2002 w reżyserii Krzysztofa Jasińskiego. Data ostatniego spektaklu to 22 lipca 2006. W obsadzie:
  - Barbara Melzer – Velma Kelly,
  - Katarzyna Skrzynecka oraz Joanna Liszowska – Roxie Hart,
  - Piotr Gąsowski oraz Emilian Kamiński – Billy Flynn,
  - Jacek Bończyk oraz Artur Barciś – Amos Hart,
  - Hanna Śleszyńska oraz Krystyna Tkacz – „Mama” Morton[14][15].
- Teatr Muzyczny w Gdyni – od 8 października 2002 do 25 kwietnia 2009[16]. w reżyserii Macieja Korwina. W obsadzie[17]:
  - Dorota Kowalewska – Velma Kelly,
  - Tamara Arciuch – Roxie Hart,
  - Rafał Ostrowski – Billy Flynn
  - Andrzej Śledź – Amos Hart,
  - Grażyna Drejska – „Mama” Morton
- Krakowski Teatr Variété – od 25 listopada 2017 roku[18],  w reżyserii Wojciecha Kościelniaka. W obsadzie:
  - Sabina Karwala, Katarzyna Osipuk – Velma Kelly,
  - Barbara Kurdej-Szatan, Alicja Kalinowska  – Roxie Hart,
  - Michał Staszczak, Łukasz Szczepanik  – Billy Flynn,
  - Paweł Tuchowski, Krzysztof Broda-Żurawski – Amos Hart,
  - Justyna Woźniak, Mariola Napieralska  – „Mama” Morton
  - Michał Pasternak – Mary Sunshine

### Inne produkcje
Powstały profesjonalne produkcje w: Danii, Norwegii, Finlandii, Szwecji, Holandii, Francji, Niemczech, Włoszech, Islandii, Rumunii, RPA, Chinach, Australii, Singapurze, Czechach, Tajlandii i Zjednoczonych Emiratach Arabskich, jak również amatorskie produkcje w: Chorwacji, Serbii, Hiszpanii, na Węgrzech, Nowej Zelandii, Cyprze, Norwegii, Indiach, Filipinach, Pakistanie i Turcji i Albanii.

## Libretto

### Akt I
Velma Kelly, artystka wodewilowa wpada na scenę kabaretu w kilkanaście minut po zamordowaniu swego męża i siostry (zarazem partnerki z duetu) po przyłapaniu ich in flagranti i wita publiczność (All That Jazz). W tle utworu była chórzystka, gospodyni domowa Roxie Hart zabija swego kochanka Freda Caseleya, który bezpodstawnie obiecywał jej wkręcenie do showbusinessu.
Roxie przekonuje męża Amosa, aby wziął na siebie winę zeznając, że przyłapując na gorącym uczynku włamywacza i gwałciciela zastrzelił go w obronie żony (Funny Honey). Jednak Amos rozpoznaje ofiarę, domyśla się prawdy i wsypuje żonę, Roxie zostaje osadzona w bloku kobiet w więzieniu Cook County. Jest w nim także Velma oraz inne zabójczynie (Cell Block Tango). Blok zarządzany jest przez skorumpowaną naczelniczkę Matron „Mama” Morton (When You're Good to Mama) która za pieniądze załatwia wszystko.
Roxie po początkowym onieśmieleniu zaczyna się panoszyć w więzieniu – jej przypadek kradnie zainteresowanie mediów Velmą, również ich wspólny obrońca, adwokat Billy Flynn koncentruje się na sprawie Roxie. Billy przedstawia swoje cyniczne credo (All I Care About Is Love) w którym wzniosłe słowa rozmijają się z faktami. Adwokat bierze sprawę Roxie (Amos zapożycza się, by go opłacić) i przerabia jej historię, aby brzmiała strawnie i ckliwie dla tabloidów zwłaszcza dla redaktorki Mary Sunshine (A Little Bit of Good). Na konferencji prasowej Flynn, poruszając ustami Roxie jak marionetką, dyktuje reporterom nową wersję prawdy (We Both Reached for the Gun).
Roxie staje się modna, chełpliwie planuje swą przyszłość – karierę w wodewilu (Roxie). Velma w rosnącej desperacji proponuje Roxie po wyjściu z więzienia odtworzenia „duetu sióstr” (I Can't Do It Alone), ale Roxie ją lekceważy podniecona własnym „sukcesem”. Roxie i Velma, każda oddzielnie zdają sobie sprawę, że mogą liczyć tylko na siebie (My Own Best Friend), gasnące zainteresowanie mediów Roxie zostaje podtrzymane informacją o rzekomej ciąży.

### Akt II
Velma informuje widzów o nieustającym farcie Roxie (I Know a Girl), pomimo oczywistych kłamstw o ciąży (Me and My Baby). Amos, ignorując oczywiste wyliczenia kalendarza ciążowego, z dumą przyznaje się do ojcostwa, ale jak zwykle nikt go nie zauważa (Mr. Cellophane).
Velma próbuje pokazać Billy’emu wszystkie sztuczki zaplanowane na jej proces (When Velma Takes The Stand). Z rozbuchanym ego, Roxie urządza awanturę Billy’emu i zwalnia go. Otrzeźwienie przychodzi, gdy na sąsiadce z oddziału (która nie miała żadnego adwokata) wykonano karę śmierci.
Zbliża się termin rozprawy, Billy instruuje Roxie, że jeśli odegra przekonywająco przedstawienie, będzie wolna (Razzle Dazzle). W trakcie rozprawy Roxie kradnie wszystkie sztuczki aktorskie, które Velma (przysłuchująca się przez radio rozprawie – Class) przygotowała na swój proces. Roxie zostaje uniewinniona, zainteresowanie mediów błyskawicznie znika; broniąc się przed powrotem do nudnego życia u boku Amosa, Roxie go rzuca (Nowadays). Gdy Velma również opuszcza więzienie, Roxie przyjmuje jej dawną propozycję: jako „duet morderczyń” wkraczają na scenę wodewilu (Hot Honey Rag), uzyskując upragnioną sławę (Finale).

## Postaci
| Postać                | Charakterystyka                                                                  | Obsada Broadway 1975 | Obsada West End 1979 |
| --------------------- | -------------------------------------------------------------------------------- | -------------------- | -------------------- |
| Velma Kelly           | Aktorka wodewilowa, oskarżona o zamordowanie męża i kochanki                     | Chita Rivera         | Jenny Logan          |
| Roxanne „Roxie” Hart  | Gospodyni domowa z ambicjami artystycznymi, zamordowała w afekcie kochanka.      | Gwen Verdon          | Antonia Ellis        |
| William „Billy” Flynn | Zblazowany prawnik, broniący Velmę i Roxie                                       | Jerry Orbach         | Ben Cross            |
| Amos Hart             | Naiwny mąż Roxie, próbuje ją za wszelką cenę uratować                            | Barney Martin        | Nigel Planer         |
| Matron „Mama” Morton  | Naczelniczka oddziału więzienia z morderczyniami, za pieniądze załatwi wszystko. | Mary McCarty         | Hope Jackman         |
| Mary Sunshine         | Reporterka działu kryminalnego gazety, śledząca procesy morderczyń.              | M. O’Haughey         | G. Lyons             |

## Utwory
Akt I
- Overture (instr.) – Orkiestra
- All That Jazz – Velma Kelly i zespół
- Funny Honey – Roxie Hart, Amos Hart i Sierżant Fogarty
- „When You're Good to Mama – Matron „Mama” Morton
- Cell Block Tango – Velma Kelly i Morderczynie
- All I Care About – Billy Flynn i Dziewczyny
- A Little Bit of Good – Mary Sunshine
- We Both Reached for the Gun – Billy Flynn, Roxie Hart, Mary Sunshine i Reporterzy
- Roxie – Roxie i Chłopcy
- I Can't Do It Alone – Velma Kelly
- Chicago After Midnight (instr.) – Orkiestra
- My Own Best Friend – Roxie Hart i Velma Kelly

Akt II
- Entr'acte (instr.) – Orkiestra
- I Know Girl – Velma Kelly
- Me and My Baby – Roxie Hart i Zespół
- Mr. Cellophane – Amos Hart
- When Velma Takes the Stand – Velma Kelly i Chłopcy
- Razzle Dazzle – Billy Flynn i Zespół
- Class – Velma Kelly i Mama Morton
- Nowadays/Hot Honey Rag – Velma Kelly i Roxie Hart
- Finale – Zespół

## Nagrania

### Muzyczne
- 1975 Original Broadway Cast[19]
- 1996 Broadway Revival[20]
- 1998 London Cast[21]
- 1997 German Cast – Live Cast Album
- 1999 Dutch Cast – Live Cast Album, 2x CD

Do tej pory nie powstała polskojęzyczna rejestracja spektaklu.

### Adaptacja filmowa
W roku 2002 reżyser Rob Marshall przeniósł musical na ekran. Główne role odtwarzali:
- Renée Zellweger jako Roxie Hart
- Catherine Zeta-Jones jako Velma Kelly
- Richard Gere jako Billy Flynn
- Christine Baranski jako Mary Sunshine
- Queen Latifah jako Matron 'Mama' Morton

Film zdobył w 2003 6 nagród Akademii Filmowej, w tym za najlepszy film.

## Nagrody

### Broadway
- 1975 Drama Desk Award – za oświetlenie
- 1996 Drama Desk Award – za najlepsze wznowienie musicalu
- 1996 Drama Desk Award – najlepsza aktorka – Bebe Neuwirth
- 1996 Drama Desk Award – najlepszy aktor drugoplanowy – Joel Grey
- 1996 Drama Desk Award – najlepsza reżyseria – Walter Bobbie
- 1996 Drama Desk Award – najlepsza choreografia – Ann Reinking
- 1997 Nagroda Tony – za najlepsze wznowienie musicalu
- 1997 Nagroda Tony – najlepszy aktor – James Naughton
- 1997 Nagroda Tony – najlepsza aktorka – Bebe Neuwirth
- 1997 Nagroda Tony – najlepsza reżyseria – Walter Bobbie
- 1997 Nagroda Tony – najlepsza choreografia – Ann Reinking
- 1997 Nagroda Tony – za oświetlenie

### West End
- 1997 Laurence Olivier Award – najlepszy musical
- 1997 Laurence Olivier Award – najlepsza aktorka w musicalu – Ute Lemper